# Pseudocalyx ochraceus
Pseudocalyx ochraceus är en akantusväxtart som beskrevs av D. Champluvier. Pseudocalyx ochraceus ingår i släktet Pseudocalyx och familjen akantusväxter. Inga underarter finns listade i Catalogue of Life.